# ダヒヤ・ドクトリン

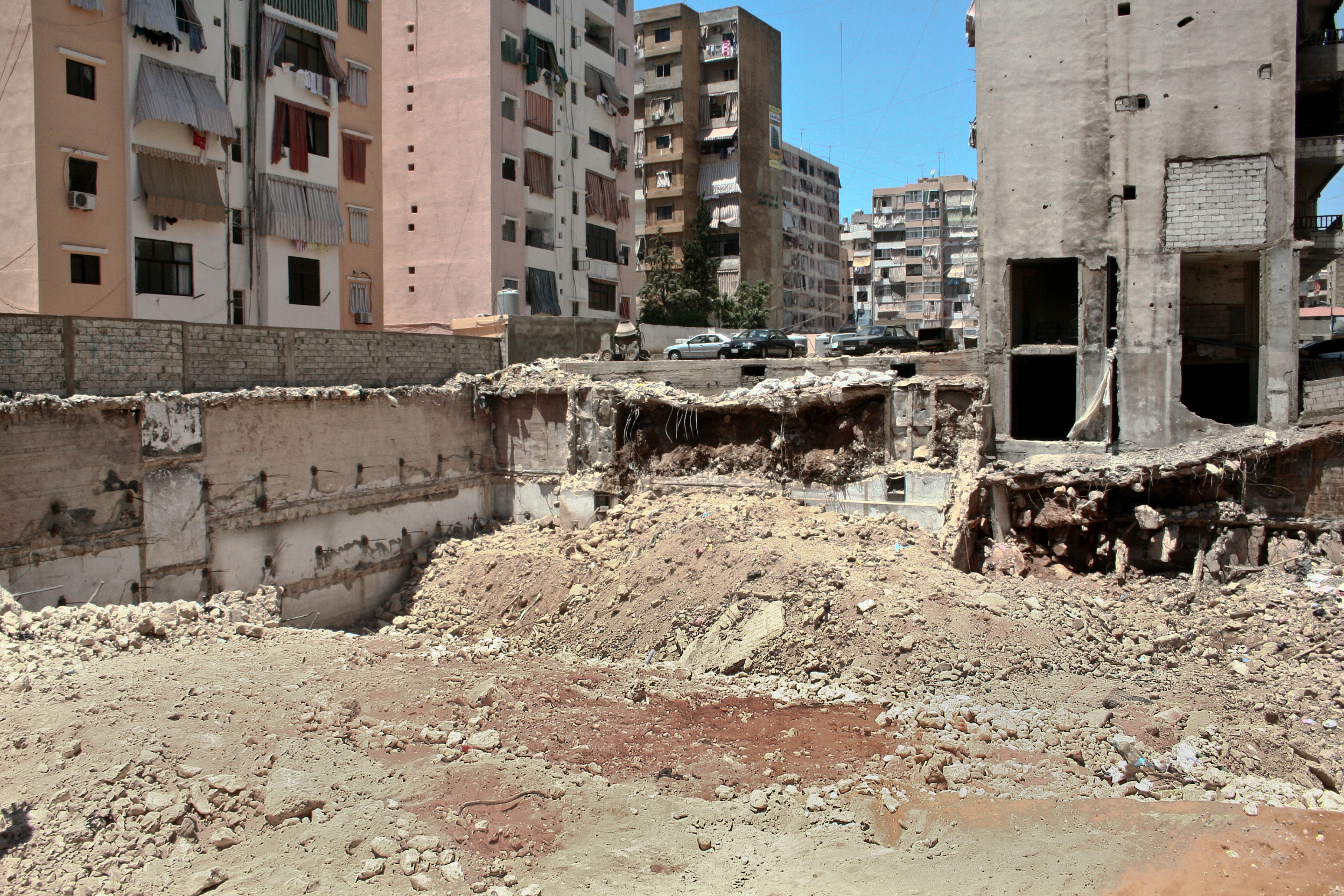
2006年のレバノン侵攻から2年後の2008年に撮影されたダヒエの街並み

ダヒヤ・ドクトリン（英: Dahiya doctrine、英: Dahya doctrine）は、敵対的な政府に圧力をかけるために民間インフラの大規模な破壊、またはドミサイドを行うという、イスラエルの軍事戦略である。2006年のベイルートのダヒヤ地区でヒズボラが拠点を構えていた場所に対し、イスラエルが行った民間インフラの破壊がこの戦略の代表例である。この戦略は元イスラエル国防軍（IDF）参謀総長ガディ・エイゼンコットによって提唱され、イスラエルの軍事戦略家ガビ・シボニは、「イスラエルは経済的利益や民間の支配力の中心を標的にすべきである」と評価している。論理としては、民間人の生活に大きな打撃を与えることで、民間人が武装勢力（イスラエルから見た敵対的政府の勢力を指す）に反感を抱くようになり、最終的に敵が和平を求めるように仕向けることを狙っている。
この教義は、2006年のレバノン侵攻でヒズボラが司令部を置いていた場所で、イスラエル国防軍によって甚大な被害を受けたベイルートのダヒエ地区（ダヒヤとも訳される）にちなんで命名された。

## 歴史

### 2006年のレバノン侵攻
このドクトリンを最初に提唱・公にしたのは、2008年10月に『Yネット』紙が掲載したIDF北部軍司令官ガディ・エイゼンコットのインタビュー記事だった：
2006年にベイルートのダヒエで起きたことは、イスラエルに対して攻撃を行ったすべての村で起こることとなるだろう。我々は不均衡な力を行使し、膨大な損害と破壊を引き起こす。我々の視点からすると、これら如何なる土地も軍事基地のようなものだ。（中略）これは提案ではなく、すでに承認された計画だ。（中略）すべてのシーア派の村は軍事施設となっており、司令部・情報センター・通信センターがある。家、地下室、屋根裏には何十発ものロケットが埋められ、村はヒズボラの男たちによって運営されている。各村には、その規模に応じて、何十人もの活動的な戦闘員がいて、地元住民と共に、外部からの戦闘員も潜伏している。そして、すべてが防衛戦とイスラエルへのミサイル発射に備えて準備され、計画されているのだ。（中略）ヒズボラは、自分たちが村から攻撃することで、その村が破壊されることを十分に理解している。ナスララ（ヒズボラの指導者）はイスラエルへの攻撃命令を出す前に、その村の支持基盤を破壊する覚悟を決めなければならない。この問題は理論的なことではない。住民への危害の可能性が、ナスララを抑制する主な要因であり、この2年間の静けさの理由だ。
2010年、エイゼンコットは文書で次のような見解を示した：
レバノンでの作戦（2006年）は、第一段階で即時の脅威となるターゲットを攻撃し、第二段階で住民をその保護のために避難させ、その後、住民の避難が完了した後にヒズボラのターゲットを広範囲に攻撃するというものであった。私は、この方法が道徳的な方法であり、使用することが正しかったと確信しており、もし次に戦闘が発生すれば、同じ方法で行動するべきだろうと考えている。ヒズボラこそが、現にレバノン内の数百の村やシーア派居住地域を戦闘地域に変えているのである。そのことを理解し、ヒズボラがテロや誘拐、銃撃を行使する前に慎重に考慮することを促すことを願っている。
国家安全保障研究所のアナリスト、ガビ・シボニは、次のように述べている：
ヒズボラとの戦闘が勃発した場合、イスラエル国防軍（IDF）は即座に、決定的かつ敵の行動や脅威に対して不均衡な力を行使する必要がある。このような対応は、ヒズボラに被害を与えながら、再建に長期間と多大なコストがかかるような制裁を課すことを目的としている。イスラエルの存続は、レバノン国境での戦闘や、北部のヒズボラ・南部のハマースによるテロ攻撃に対する対応の強硬さと質にかかっている。このような場合、イスラエルは単独の戦闘に対してその対応の厳しさが一見比例していると受け取られるような対応をしてはならない。むしろ、イスラエルは不均衡な対応をする必要があり、現状の国境付近の静寂を乱す試みを一切受け入れないことを明確に示さなければならない。イスラエルは、状況の悪化及びエスカレーション、そして全面的な対立に備えて準備をしておかなければならない。このような準備は、長期的な消耗を防ぐために必須である。
ダヒヤはベイルート市内のシーア派居住地域であり、2006年のレバノン侵攻中にイスラエル空軍によって壊滅的な攻撃を受けたことを踏まえ、イスラエルのジャーナリストであるヤロン・ロンドンは2008年に「このドクトリンは私たちの安全保障の言説に定着するだろう」と記述した。

### ガザ地区

#### 2008

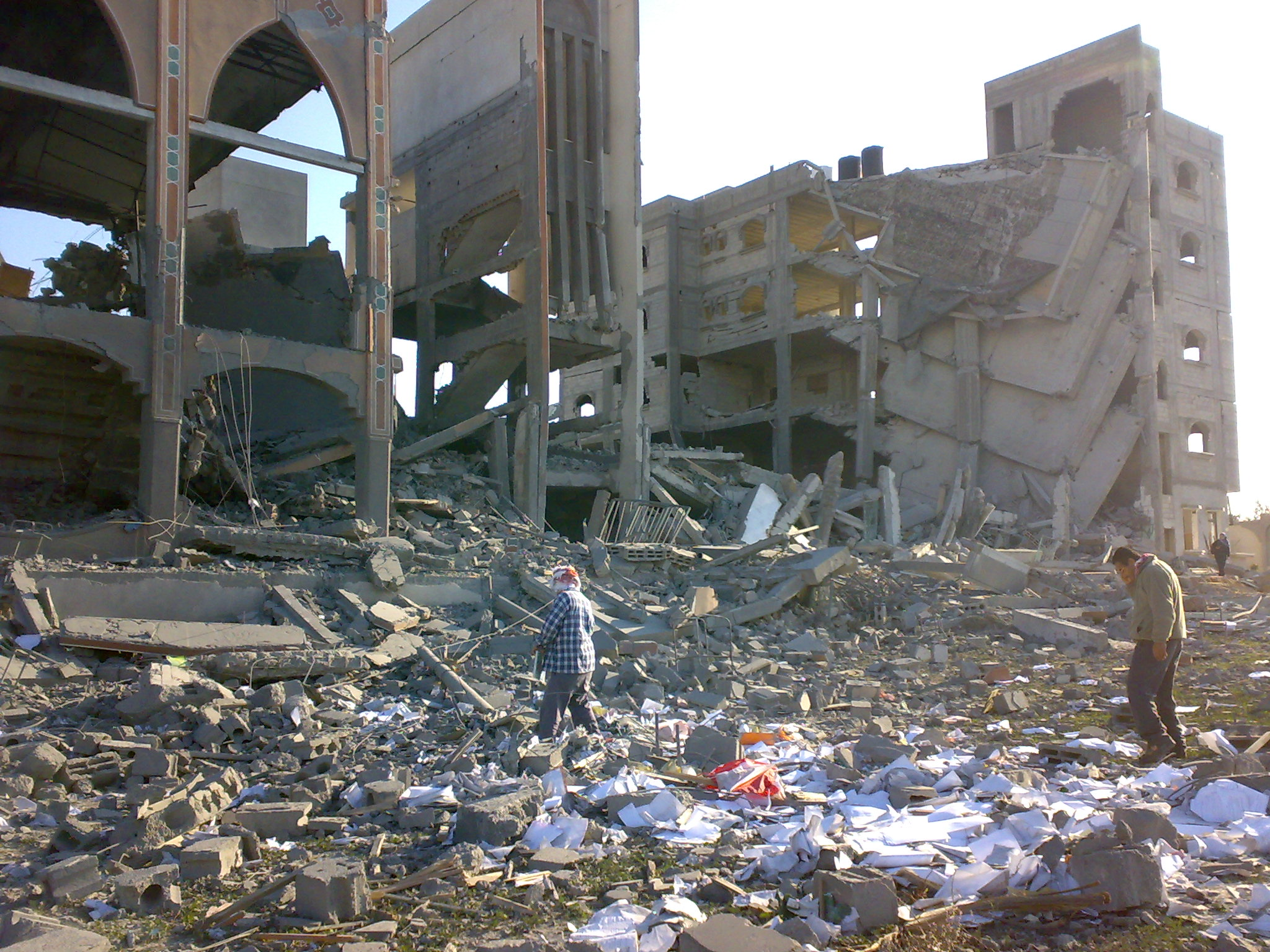
破壊されたラファフの建物（2009年1月12日）

一部のアナリストは、2008年から2009年にかけてのガザ戦争でイスラエルがダヒヤ・ドクトリンに基づく作戦を実行したと主張しており、ゴールドストーン報告書は、イスラエルの戦略は「民間人の人口を減らし、侮辱し、恐怖に陥れることを目的としたもの」と結論づけている。
2009年のガザ紛争に関する国連事実調査団は、ダヒヤ・ドクトリンに何度も言及しており、ドクトリンを「抑止手段としての広範な破壊の適用を要求するもの」とし、さらに「不均衡な力の行使と民間人の財産やインフラに対する甚大な損害と破壊、そして民間人の苦しみを引き起こすことを目的とした作戦」としている。調査団は、このドクトリンが紛争中に実践されたことを明らかにした。しかし、2011年4月1日のオピニオン記事で、報告書の主筆者の一人であるリチャード・ゴールドストーン判事は、イスラエル政府が調査チームと協力していれば、自身の調査結果は変わっていたかもしれないと発言。ゴールドストーン報告書の3人の共著者であるヒナ・ジラニ、クリスティン・チンキン、デズモンド・トラバーズは、このゴールドストーンの発言に強く反発し、報告書に間違いはないという旨の声明を発表した。3人は、結論を変更するような圧力に対して「もしどこからの圧力にも屈して結論を歪曲していたなら、ガザ紛争で命を奪われた何百人もの無実の市民、何千人もの負傷者、そして紛争と封鎖によって現在も深刻に影響を受けている何十万人もの人々に対して、重大な不正義を行うことになるではないか」と反論を述べた。
このドクトリンは、イスラエル拷問反対公共委員会による2009年の報告書で以下のように定義されている：「ダヒヤ・ドクトリンを基とする軍事作戦は、通常の軍隊ではなく「民間人の中で潜伏している敵」に対する非対称戦闘を軸としており、その目的は長期化するゲリラ戦を避けることである。この作戦を実施する時、イスラエルは敵の規模に対して不均衡なほどの巨大な力を行使しなければならない」。報告書はさらに、このドクトリンが「キャストレッド作戦」において実施されたと主張している。

#### 2023
『ガーディアン』紙、『ワシントン・ポスト』紙、そして『モンドワイス』誌のコメンテーターは、2023年パレスチナ・イスラエル戦争中に行われた、ガザ地区の民間インフラに対するイスラエル国防軍による攻撃が、ダヒヤ・ドクトリンの基で実施された可能性があると指摘している。『ハアレツ』紙は、イスラエル国防軍が戦争において「すべての抑制を放棄した」と報じており、民間人を殺害し、民間インフラを前例のない速度で破壊したと伝えている。

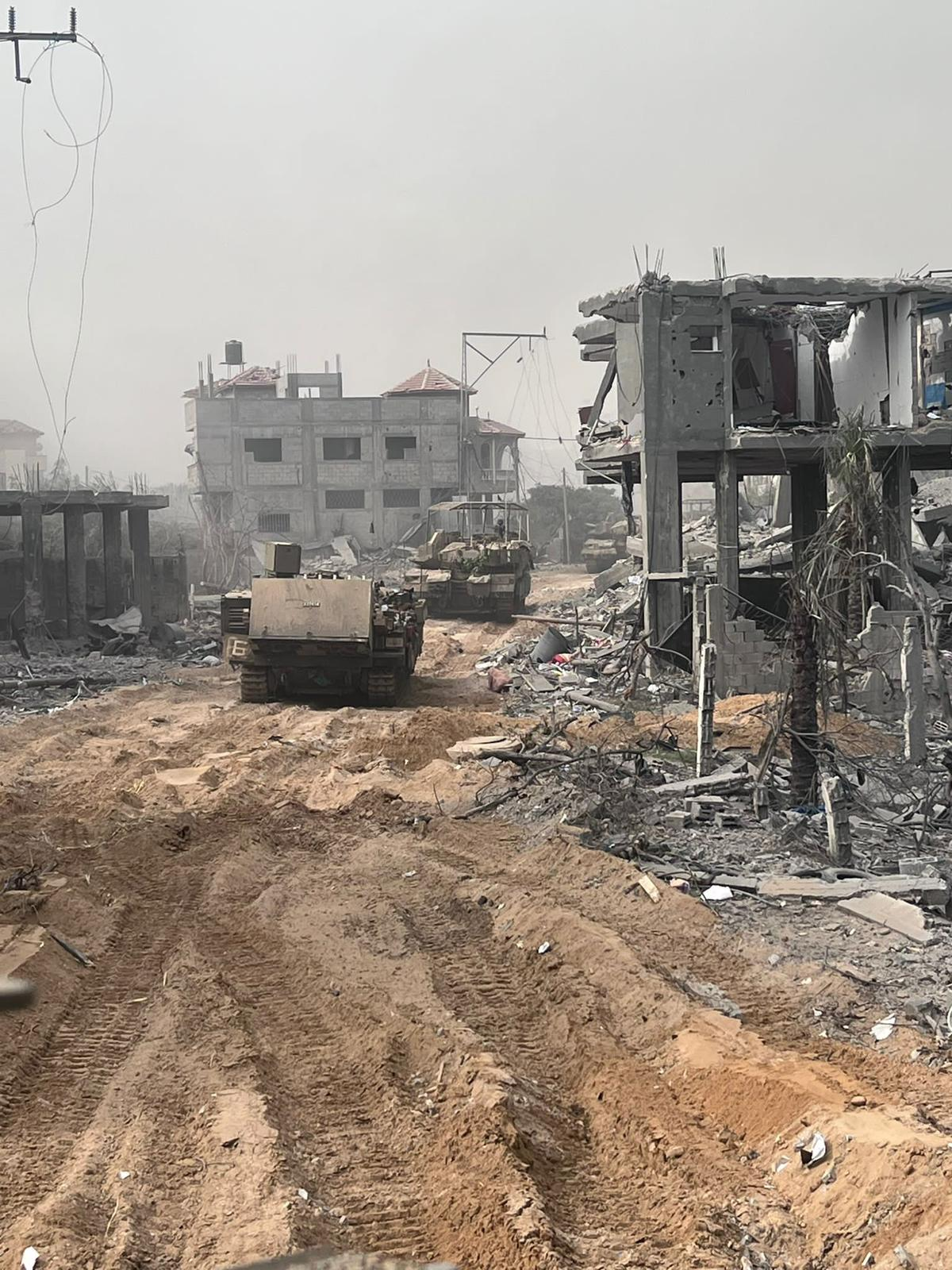
ガザ地区で活動するIDFの戦車（10月31日）

『ガーディアン』紙の記事内で、ブラッドフォード大学のポール・ロジャース名誉教授は、2023年パレスチナ・イスラエル戦争におけるイスラエルの作戦の目的は、パレスチナ人をガザ南西部にある小さな区域に押し込み、そこでより容易に管理できるようにすることだと述べており、長期的な目標としては、イスラエルが「いかなる反抗も許さない」ことを明確にすることだと論じている。

## 批評

### 逆効果論
ポール・ロジャースは、イスラエルが2023年パレスチナ・イスラエル戦争においてダヒヤ・ドクトリンを使用することで、ハマースの根絶という目標は達成できず、ハマースは別の形で力を取り戻すだろうと主張しており、イスラエル・パレスチナが統合するなどの非常に困難な作業を開始されない限り、それを阻止することはできないと述べた。

### 国際法違反論
リチャード・フォークは、このドクトリンについて、「ハマースやヒズボラのような敵対組織の民間インフラは、 ”攻撃が許容される軍事拠点” と見なされており、これは戦争法の最も基本的な規範や、普遍的道徳の明白な違反であるほか、暴力を必要とするドクトリンの表明でもある。適切な呼び名は「国家的テロリズム」だろう」と記述している。